# Ксаномелін
Ксаномелін (англ. Xanomeline), кодова назва розробки LY-246,708; раніше запропоновані торгові марки «Люмерон», «Мемкор» — агоніст мускаринових ацетилхолінових рецепторів з молекулою невеликих розмірів, який вперше був синтезований у співпраці між компаніями «Eli Lilly» і «Novo Nordisk» як досліджуваний терапевтичний засіб, який вивчається для лікування розладів центральної нервової системи. Його фармакологічна дія опосередкована головним чином через стимуляцію підтипів мускаринових рецепторів М1 і М4 центральної нервової системи. Ксаномелін є неселективним агоністом мускаринових ацетилхолінових рецепторів з однаковою високою спорідненістю до всіх 5 підтипів мускаринових ацетилхолінових рецепторів, але має більшу агоністичну активність щодо підтипів M1 і M4..
Ксаномелін/троспіум, що продається під торговою маркою «Кобенфі», є схваленим комбінованим препаратом, який використовується для лікування шизофренії. Троспіум хлорид є периферично селективним неселективним антагоністом мускарину для пригнічення периферичних побічних ефектів, які з'являються внаслідок застосування агоністів мускарину. Передбачається, що механізм дії ксаномеліну в цьому контексті полягає в модулюванні певних ланцюгів нейромедіаторів, зокрема ацетилхоліну, дофаміну та глутамату, що може забезпечити терапевтичні переваги при шизофренії та пов'язаних із нею захворюваннях.

## Фармакологія

### Фармакодинаміка

#### Агоніст мускаринових ацетилхолінових рецепторів
Ксаномелін є агоністом, який головним чином діє на сімейство мускаринових ацетилхолінових рецепторів, що складається з 5 підтипів мускаринових рецепторів, які позначаються М1—М5. Хоча він зв'язується з майже ідентичною спорідненістю з усіма 5 підтипами мускаринових рецепторів, згідно вимірювань заміщенням мускаринового радіоліганду, перевага доказів свідчить про те, що ксаномелін діє переважно в центральній нервовій системі як функціонально селективний частковий агоніст мускаринових рецепторів M1 і M4. Він має значно меншу фармакологічну дію часткового агоніста щодо рецепторів M2, M3 і M5.
Крім агонізму мускаринових ацетилхолінових рецепторів M1 і M4, було виявлено, що ксаномелін діє як антагоніст або частковий агоніст рецептора M5.

#### Інша дія
Крім дії на мускаринові ацетилхолінові рецептори, ксаномелін має відносно високу спорідненість з деякими іншими мішенями, такими як різні рецептори серотоніну. Він діє як частковий агоніст серотонінового рецептора 5-HT1A, як агоніст серотонінового рецептора 5-HT1B, і як антагоніст серотонінових 5-HT2A, 5-HT2B і 5-HT2C рецепторів. Ксаномелін може пригнічувати CYP3A4 і P-глікопротеїн локально в кишечнику, але не пригнічує їх системно.

#### Механізм дії
Ксаномелін модулює певні дофамінергічні та глутаматергічні ланцюги в мозку, що може забезпечити терапевтичні переваги у пацієнтів, які хворіють на нейропсихіатричні та неврологічні захворювання, такі як шизофренія та хвороба Альцгеймера, шляхом стимуляції головним чином центральних підтипів мускаринових рецепторів М1 і М4. У доклінічних дослідженнях було показано, що мускаринові рецептори M1 і M4 експресуються в областях, важливих для регуляції нейронних ланцюгів дофаміну та глутамату (наприклад, лобова кора головного мозку, дорсальний і вентральний стріатум). Ксаномелін виявив антипсихотичні ефекти в різних доклінічних моделях поведінки, такі як ослаблення спричиненої амфетаміном локомоторної гіперактивності, та які залежать від активації рецепторів M1 і M4.

### Фармакокінетика
CYP2D6 суттєво сприяє метаболізму ксаномеліну. У результаті очікується, що поліморфізм CYP2D6 вплине на дію ксаномеліну на пацієнта.

## Хімічні властивості
Ксаномелін має структурну та фармакологічну схожість з основним психоактивним інгредієнтом горіха бетель ареколіном, і природним нейромедіатором мускаринових рецепторів, ацетилхоліном. Ксаномелін — це ахіральна та ліпофільна невелика молекула з молекулярною масою 281,4 (також відома як гексилокси-TZTP, LY246708, «Люмерон», «Мемкор» — «Eli Lilly»; NNC 11-0232 — «Novo Nordisk»; «Kar-XT», «Karuna Therapeutics»). Фізико-хімічні властивості ксаномеліну, включаючи низьку молекулярну масу, ліпофільність і відсутність донорів водневих зв'язків, сприяють його проникненню в мозок із високим співвідношенням мозок/плазма (> 10:1).

## Клінічна розробка
Ксаномелін був вперше виявлений у співпраці в розробці препаратів між компаніями «Eli Lilly» і «Novo Nordisk» на початку 1990-х років. «Eli Lilly» очолила першу клінічну розробку ксаномеліну через ІІ фазу клінічних випробувань, щоб перевірити гіпотезу про те, що він покращить когнітивні функції у пацієнтів, які мають зниження когнітивних функцій, що спостерігається при хворобі Альцгеймера, з позитивними результатами для зниження когнітивних функцій і несподіваним ефектом проти марення та галюцинацій. Після цього було проведено невелике плацебо-контрольоване дослідження резистентної до лікування шизофренії, яке продемонструвало антипсихотичну дію препарату.
Розробка ксаномеліну була призупинена головним чином через холінергічні побічні ефекти, які спостерігалися в клінічних дослідженнях. Подальший розвиток був можливий завдяки новій стратегії спільного застосування ксаномелін/троспіум (назва розробника «KarXT») із антагоністом мускарину з периферійним обмеженням дії троспіумом для послаблення периферичних холінергічних побічних ефектів. У березні 2023 року компанія «Karuna Therapeutics» повідомила, що «KarXT» досяг основної кінцевої точки у III фазі клінічного дослідження EMERGENT-3, і що вона подає препарат на схвалення FDA. У вересні 2024 року комбінований препарат був схвалений FDA.